# Liste der denkmalgeschützten Objekte in Sobotište
Die Liste der denkmalgeschützten Objekte in Sobotište enthält die 16 nach slowakischen Denkmalschutzvorschriften geschützten Objekte in der Gemeinde Sobotište im Okres Senica.

## Denkmäler
| Foto |                 | Denkmal / č. ÚZPF                                             | Standort / Konskr. Nr.                                   | Offizielle Beschreibung                       | Beschreibung                                                                                      | Metadaten                                                            |
| ---- | --------------- | ------------------------------------------------------------- | -------------------------------------------------------- | --------------------------------------------- | ------------------------------------------------------------------------------------------------- | -------------------------------------------------------------------- |
| BW   | Datei hochladen | Rathaus(sk) ObjektID: 205-749/0                               | Standort KG: Sobotište Konskr.Nr.: 491                   | tehla nepálená; Habánska radnica,Štíbel,Štíbl | Habán Rathaus                                                                                     | č. NKP: 205-749/0 Stand des NKP: 2011-12-15 Name: RADNICA            |
| ja   | Datei hochladen | Kirche(sk) ObjektID: 205-749/0                                | Standort KG: Sobotište Konskr.Nr.:                       | ev.a.v.;                                      | evangelische Kirche                                                                               | č. NKP: 205-749/0 Stand des NKP: 2012-02-08 Name: KOSTOL             |
|      | Datei hochladen | Jüdischer Friedhof(sk) ObjektID: 205-750/0                    | KG: Sobotište Konskr.Nr.:                                | neaktívny;                                    | inaktiv                                                                                           | č. NKP: 205-750/0 Stand des NKP: 2012-02-08 Name: CINTORÍN ŽIDOVSKÝ  |
| ja   | Datei hochladen | Schloss(sk) ObjektID: 205-748/1                               | 1 Standort KG: Sobotište Konskr.Nr.: 11                  | Nyáryovský kaštieľ                            | Herrenhaus Nyáry                                                                                  | č. NKP: 205-748/1 Stand des NKP: 2012-02-08 Name: KAŠTIEĽ            |
| BW   | Datei hochladen | Park(sk) ObjektID: 205-748/2                                  | Standort KG: Sobotište Konskr.Nr.: 11                    |                                               |                                                                                                   | č. NKP: 205-748/2 Stand des NKP: 2012-02-08 Name: PARK               |
| BW   | Datei hochladen | Landhaus(sk) ObjektID: 205-10962/0                            | 35 Standort KG: Sobotište Konskr.Nr.: 35                 |                                               |                                                                                                   | č. NKP: 205-10962/0 Stand des NKP: 2012-02-08 Name: KÚRIA            |
| BW   | Datei hochladen | Gedenktafel(sk) ObjektID: 205-740/0                           | Standort KG: Sobotište Konskr.Nr.: 96                    | Jurkovič Samuel;1796-1873,ľud.vých.prac.      | für Samuel Jurkovič, Volksarbeiter, Lehrer, Kulturarbeiter                                        | č. NKP: 205-740/0 Stand des NKP: 2012-02-08 Name: TABUĽA PAMÄTNÁ     |
| BW   | Datei hochladen | Gedenkhaus(sk) ObjektID: 205-741/1                            | Standort KG: Sobotište Konskr.Nr.: 238                   | Jurza Martin;1896-1918,vojak-roľník           | für Martin Jurza, Bauer, Soldat                                                                   | č. NKP: 205-741/1 Stand des NKP: 2012-02-08 Name: DOM PAMÄTNÝ        |
| BW   | Datei hochladen | Gedenktafel(sk) ObjektID: 205-741/2                           | Standort KG: Sobotište Konskr.Nr.: 238                   | Jurza Martin;1896-1918,vojak-roľník           | für Martin Jurza, Bauer, Soldat                                                                   | č. NKP: 205-741/2 Stand des NKP: 2012-02-08 Name: TABUĽA PAMÄTNÁ     |
|      | Datei hochladen | Gedenkpfarrhof(sk) ObjektID: 205-743/1                        | KG: Sobotište Konskr.Nr.:                                | ev.a.v.;                                      | evangelische Pfarrei                                                                              | č. NKP: 205-743/1 Stand des NKP: 2012-02-08 Name: FARA PAMÄTNÁ       |
|      | Datei hochladen | Gedenktafel 1(sk) ObjektID: 205-743/2                         | KG: Sobotište Konskr.Nr.:                                | Beblavý P.;1847-1910,spisovateľ               | für Pavel Beblavý, evangelischer Pfarrer und Schriftsteller                                       | č. NKP: 205-743/2 Stand des NKP: 2012-02-08 Name: TABUĽA PAMÄTNÁ I.  |
|      | Datei hochladen | Gedenktafel 2(sk) ObjektID: 205-743/3                         | KG: Sobotište Konskr.Nr.:                                | Šulek V.;1825-1848,verej.čin.                 | für Viliam Šulek, Teilnehmer der Revolution, zum Tode verurteilt und am 20. Oktober 1848 gehenkt. | č. NKP: 205-743/3 Stand des NKP: 2012-02-08 Name: TABUĽA PAMÄTNÁ II. |
|      | Datei hochladen | Scheune(sk) ObjektID: 205-2226/0                              | Habánsky dvor KG: Sobotište Konskr.Nr.:                  | tehla nepálená,drevo;Habánska stodola         | gebrannte Ziegel, Holz, Hutterer Scheune                                                          | č. NKP: 205-2226/0 Stand des NKP: 2012-02-08 Name: STODOLA           |
| BW   | Datei hochladen | Gebäude in regionaltypischem Baustil(sk) ObjektID: 205-2221/0 | Habánsky dvor 399 Standort KG: Sobotište Konskr.Nr.: 399 | tehla nepálená;Habánska krčma,kľúčiareň       | gebrannte Ziegel, Hutterer Kneipe, Zum Schlüssel                                                  | č. NKP: 205-2221/0 Stand des NKP: 2012-02-08 Name: DOM ĽUDOVÝ        |
| ja   | Datei hochladen | Glockenturm(sk) ObjektID: 205-746/0                           | Habánsky dvor 402 Standort KG: Sobotište Konskr.Nr.: 402 | murovaná;                                     | Ziegel                                                                                            | č. NKP: 205-746/0 Stand des NKP: 2012-02-08 Name: ZVONICA            |
| BW   | Datei hochladen | Gebäude in regionaltypischem Baustil(sk) ObjektID: 205-2224/0 | Habánsky dvor 485 Standort KG: Sobotište Konskr.Nr.: 485 | tehla nepálená;                               | gebrannte Ziegel                                                                                  | č. NKP: 205-2224/0 Stand des NKP: 2012-02-08 Name: DOM ĽUDOVÝ        |
| BW   | Datei hochladen | Wassermühle(sk) ObjektID: 205-747/0                           | Habánsky dvor 486 Standort KG: Sobotište Konskr.Nr.: 486 | Habánsky mlyn                                 | Hutterermühle                                                                                     | č. NKP: 205-747/0 Stand des NKP: 2012-02-08 Name: MLYN VODNÝ         |
|      | Datei hochladen | Gebäude in regionaltypischem Baustil(sk) ObjektID: 205-2222/0 | Habánsky dvor 497 KG: Sobotište Konskr.Nr.: 497          | tehla nepálená;                               | gebrannte Ziegel                                                                                  | č. NKP: 205-2222/0 Stand des NKP: 2012-02-08 Name: DOM ĽUDOVÝ        |

## Legende
Die Tabelle enthält im Einzelnen folgende Informationen:
| Foto:                    | Fotografie des Denkmals. |
| Denkmal / č. ÚZPF:       | Die Übersetzung der Bezeichnung des Denkmals, wie sie vom Slowakischen Denkmalamt (Pamiatkový úrad Slovenskej republiky) verwendet wird. Die Originalbezeichnung ist unter dem Fragezeichen angegeben. Fehlt die Übersetzung, so wird die Originalbezeichnung direkt angezeigt. Weiters ist die Objekt-Identifikationsnummer (Objekt ID) angeführt. Sie ist die offizielle, in der Slowakei eindeutige Nummer č. ÚZPF inklusive der zugehörigen Zählnummer, wie sie in den Daten des Denkmalamtes angegeben wird. Da diese nur innerhalb eines Landkreises gezählt wird, ist dessen Nummer der Denkmalnummer vorangestellt. |
| Standort:                | Wenn in der Liste vorhanden, ist die Adresse angegeben. In Klammern kann sich noch eine zusätzliche Adresse befinden, wenn es beispielsweise ein Eckhaus ist. Bei freistehenden Objekten ohne Adresse (zum Beispiel bei Bildstöcken) ist eine Adresse angegeben, die in der Nähe des Objekts liegt. Durch Aufruf des Links Standort wird die Lage des Denkmals in verschiedenen Kartenprojekten angezeigt. Darunter sind die Katastralgemeinde (KG) und, wenn vorhanden, die Konskriptionsnummer (Konskr. Nr.) angegeben.                                                                                                   |
| Offizielle Beschreibung: | Es ist die Kurzbeschreibung auf Slowakisch, wie sie in den offiziellen Listen angegeben ist, eingetragen. |
| Beschreibung:            | Kurze Angaben zum Denkmal auf Deutsch. |
| Metadaten:               | Zusätzlich werden, wenn in den persönlichen Einstellungen das Helferlein Dauerhaftes Einblenden von Metadaten aktiviert ist, ebensolche angezeigt. |

- Karte mit allen Koordinaten:
- OSM |
- WikiMap